# シンフォニカ
「シンフォニカ」（英語: SYMFONICA）は、日本のロックバンド・ゴダイゴの日本版3作目のシングル。

## 概要
- 前作「いろはの"い"」から7か月ぶりのシングル。
  - トミー・スナイダー加入後初の作品でボーカルを担当している。
- 表題曲はテレビ朝日系『地球は音楽だ!!』のテーマソング並びに日立マクセルのCMソングに、カップリング曲は日本石油のCMソングに各々起用された。初めて単曲に複数のタイアップが付いた。

## 収録曲
1. シンフォニカ [3:08]
作詞：奈良橋陽子
作曲：タケカワユキヒデ
編曲：ミッキー吉野
2. ナウ・ユア・デイズ [3:52]
作詞：奈良橋陽子
作曲：タケカワユキヒデ
編曲：ミッキー吉野

## 参加ミュージシャン
ゴダイゴ
- タケカワユキヒデ：Vocals
- ミッキー吉野：Keyboards
- スティーヴ・フォックス：Bass
- 浅野孝已：Guitars
- トミー・スナイダー：Drums & Vocal

## タイアップ
- テレビ朝日系『地球は音楽だ!!』テーマソング (#1)
- 日立マクセルCMソング (#1)
- 日本石油CMソング (#2)

## 収録アルバム
- CMソング・グラフィティ・ゴダイゴ・スーパー・ヒッツ (#1,2)